# Robert Langlands
Robert Phelan Langlands (New Westminster, 6 ottobre 1936) è un matematico canadese.
Langlands è membro della National Academy of Sciences (NAS) .
Langlands parla oltre l'inglese, il turco, il tedesco ed il russo .

## Riconoscimenti
- Nel 1980 gli è stato assegnato il Premio Jeffery-Williams.
- Nel 1982 ha vinto il Premio Cole.
- Nel 1988 ha ricevuto il primo US National Academy of Sciences Award in Mathematics [4].
- Nel 1995 gli è stato assegnato il premio Wolf.
- Nel 2005 gli è stato assegnato il American Mathematical Society Steele Prize [5].
- Nel 2006 ha vinto il Nemmers Prize in Mathematics [6].
- Nel 2007 gli è stato assegnato, assieme a Richard Lawrence Taylor, il Shaw Prize in Mathematical Sciences [7].
- Nel 2018 ha ricevuto il premio Abel [8].